# District de Phong Thổ
Phong Thổ est un district rural de la province de Lai Châu dans la région du Nord-ouest du Viêt Nam. 

## Géographie
La superficie du district est de 819 km2. 
Le chef-lieu du district est Phong Thổ.